# Нефф, Владимир
Владимир Нефф (чеш. Vladimír Neff; 13 июня 1909, Прага — 2 июля 1983, Прага) — чешский писатель, сценарист, переводчик. Один из самых популярных чешских писателей середины XX века. Его главные произведения — «пражская пенталогия» и романы о Петре Кукане: «У королев не бывает ног», «Перстень Борджа» и «Прекрасная чародейка».

## Биография
Родился в семье богатых коммерсантов. Его отец был известным торговцем кухонными товарами и владельцем крупного магазина в Праге. Между 1921 и 1925 годами учился в элитной школе, затем в реальной гимназии в Праге, позже до 1928 года — во французской коммерческой гимназии в Женеве.
Служил в армии, практиковался в торговых заведениях Вены и Бремена, работал на предприятии своего отца. После возвращении на родину, вопреки ожиданиям семьи, что Владимир продолжит семейное дело, начал заниматься литературным творчеством.
С 1935 работал лектором по французской и английской литературе в пражском издательстве «Melantrich». С 1939 года — профессиональный писатель.
В 1950 году В. Нефф некоторое время работал сценаристом на киностудии «Баррандов».
В 1946—1953 гг. жил в Слапах (чеш. — поселок близ Праги), позже — постоянно в Праге.
В 1977 году был в числе подписавших Антихартию.

## Творчество
Владимир Нефф — автор многочисленных исторических романов, которые, принесли ему огромную популярность, семейных и психологических произведений, киносценариев (например, «Тайна крови» (Tajemstvi krve) или «Прошлое Яны Козиновой» (Minulost Jany Kosinove)).
Дебютировал в 1933 году, опубликовав своё первое произведение «Неудачи Ибрагима Скалы». Это детективно-пародийная повесть, где присутствуют первые предпосылки его поэтики. Год спустя был издан его второй роман из древней античной истории «Люди в тогах». Потом Нефф почти ежегодно издавал новые исторические романы. В этом же стиле он пишет «Бумажный паноптикум» (1934) и «Темперамент Петра Больбека» (1934). Эти произведения, как и «Люди в тогах» (1934), не произвели впечатления на тогдашнюю критику; Нефф в дальнейшем тоже не считал их своим значительным достижением. Однако в них, а также в «Последнем извозчике» (1935) уже достаточно отчетливо проступают особенности творческой манеры писателя: острая сатиричность и ироничность.
В тридцатые годы Владимир Нефф работал над семейными романами «Маленький гигант» (1935), «Двое за столом» (1937) и «Бог суеты» (1939) — образцами так называемой психологической прозы. Это позволило писателю вскоре создать уже чисто психологический роман «Тринадцатая комната» (1944), произведение без чётких временных ориентиров, действие которого происходит на острове Кампа на р. Влтава. «Тринадцатая комната» имеет также все признаки семейного романа. Роман писался во время нацистской оккупации Чехословакии, когда невозможно было прибегнуть к малейшей критике порядков протектората. Это произведение считается самым значительным из написанного писателем до 1945 года.
После окончания второй мировой войны Нефф увлёкся марксизмом и даже написал «Философский словарь для самоучек» (1948).
К исторической беллетристике Нефф возвращается в 1950-е годы, именно в то время, когда литература находилась под сильным прессом вульгарной социологии, — в 1953 году выходит его роман «Српновские паны», в котором действие происходит в конце XIII — начале XIV века. Роман написан в форме хроники замка Српно. Произведение считается одним из лучших чешских исторических романов десятилетия.
В конце 1950-х — начале 1960-х годов писатель работал над пенталогией, в которую вошли книги «Браки по расчету» (1957), «Императорские фиалки» (1958), «Дурная кровь» (1959), «Веселая вдова» (1961), «Королевский возничий» (1965). Пенталогия — своеобразное слияние исторического и семейного романов, обширная семейная хроника с погружением в ближайшую по времени историю, действие которой происходит в Праге с середины XIX века до 1945 года и повествует об истории мещанских семей Борнов и Недобылов. Автор описал в ней судьбу своей собственной семьи — богатых пражских торговцев. В последнем томе среди героев можно узнать самого автора в образе незадачливого Цирила Борна.
В 1967 выходит роман «Невзгоды пана Гумбла» (Trampoty pana Humbla) — портрет типичного приспособленца: представителя низшего (точнее, рабочего) класса, который меняет убеждения согласно режиму, перебегая из стана сторонников воинственных довоенных фашистов к послевоенным коммунистам 1950-х годов, при этом находя оправдания своим поступкам.
В 1970-е годы Нефф печатает трилогию о «чешском д’Артаньяне», молодом дворянине Петре Кукане из Кукани. Первый том, названный «У королев не бывает ног», был издан в 1973 году и до сих пор увлекает иронией и подобным английскому, «сухим» юмором. Далее последовали «Перстень Борджа» (1975) и «Прекрасная чародейка» (1980). Уже первый роман трилогии вызвал у читателя большой интерес. Действие трилогии происходит в первой половине XVII века и разворачивается в Праге, затем в Италии, Турции, Франции и Германии. Романы проникнуты пародийностью, озорством и своеобразным юмором, однако автор пытается показать, что из-под литературных шуток проглядывает философское отображение действительности, глубокие размышления над судьбой мира и человека. Трилогия писалась после подавления Пражской весны, и, видимо, поэтому Неффу, как и многим другим писателям, оказавшимся в соцлагере, пришлось прибегать к литературным средствам, которые могли скрыть скользкие темы и одновременно предоставить возможность поговорить о них.
В 1981 году, под конец жизни, Нефф издал свой последний роман «Облачение господина де Бальзак», который является исключительным — впервые речь идёт не об историческом романе.
После смерти писателя в 1985 году вышла книга воспоминаний «Вечера у камина» (Vecery u krbu) о семье и жизни, которая возникла как серия бесед с сыном. Сын писателя Онджей Нефф также стал известным автором научно-фантастических книг и в настоящее время является одним из самых известных чешских специалистов по интернету.
В. Нефф также занимался переводами с русского, немецкого и французского языков.

## Избранная библиография
- Неудачи Ибрагима Скалы, 1933 — пародия на детектив с фантастическим сюжетом
- Люди в тогах, 1934 — пародия на детектив
- Бумажный паноптикум, 1934
- Темперамент Петра Больбека, 1934
- Маленький гигант, 1935
- Poslední drožkář, 1935 — научная фантастика
- Двое за столом, 1937
- Omyl růžového stařečka a jiné pohádky pro malé i velké, 1937
- První nálet, 1937 — научная фантастика
- Бог суеты, 1939
- Vyhnaní z ráje, 1939
- Прошлое Яны Козиновой, 1940
- Pokušitel, 1940
- Před pultem a za pultem, 1940
- Философский словарь для самоучек, 1940—1947
- Soused, 1941
- Gabriela, 1942
- Тринадцатая комната, 1944 — психологический роман; экранизирован в 1968 режиссёром Отакаром Вавра
- Marie a zahradník, 1945 — новелла
- Nikdo nic neví, 1947
- Mladá léta, 1952
- Српновские паны, 1953 — иронический исторический роман из времен последних Пржемысловичей
- Тайна крови, 1953
- Nezlob, Kristino!, 1956
- Семейная пенталогия:
  - Браки по расчёту, 1957
  - Императорские фиалки, 1958
  - Дурная кровь, 1959
  - Весёлая вдова, 1961
  - Королевский возничий, 1963
- Pochodně, 1961
- Невзгоды пана Гумбла, 1967
- Трилогия:
  - У королев не бывает ног, 1973
  - Перстень Борджа, 1975
  - Прекрасная чародейка, 1980
- Облачение господина де Бальзак, 1981
- Вечера у камина, 1986 — книга воспоминаний.